# Krasivoe (Oblast' autonoma ebraica)
Krasivoe (in lingua russa Красивое) è un centro abitato dell'Oblast' autonoma ebraica, situato nel Birobidžanskij rajon.